# Le Puits-Noir
Le Puits-Noir est un tableau réalisé vers 1865 par le peintre français Gustave Courbet. De format horizontal, cette huile sur toile est un paysage exécuté dans le style réaliste de l'artiste. Il représente un ruisseau s'écoulant dans un ravin forestier près d'Ornans, dans le Doubs (département français de Bourgogne-Franche-Comté). L'œuvre est conservée au musée des Beaux-Arts et d'Archéologie de Besançon.
L'artiste a peint plusieurs toiles comparables sur le même site. L'une est conservée à l'Art Institute of Chicago, à Chicago, dans l'Illinois, aux États-Unis. Une autre, Le Ruisseau du Puits-Noir, est détenue depuis 1912 par le musée des Augustins de Toulouse.

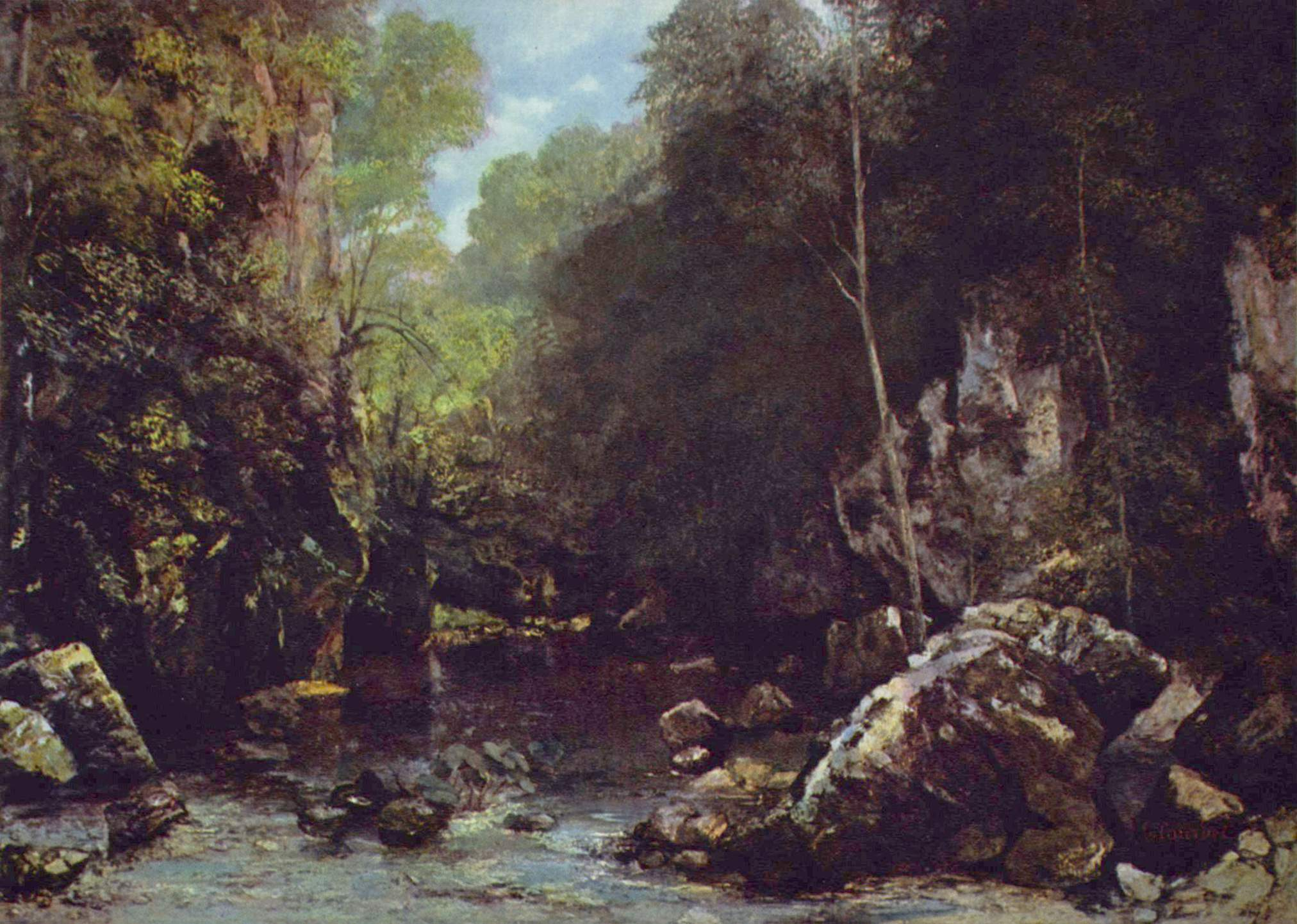
Le Ruisseau noir, 1865 – Musée d'Orsay, Paris.
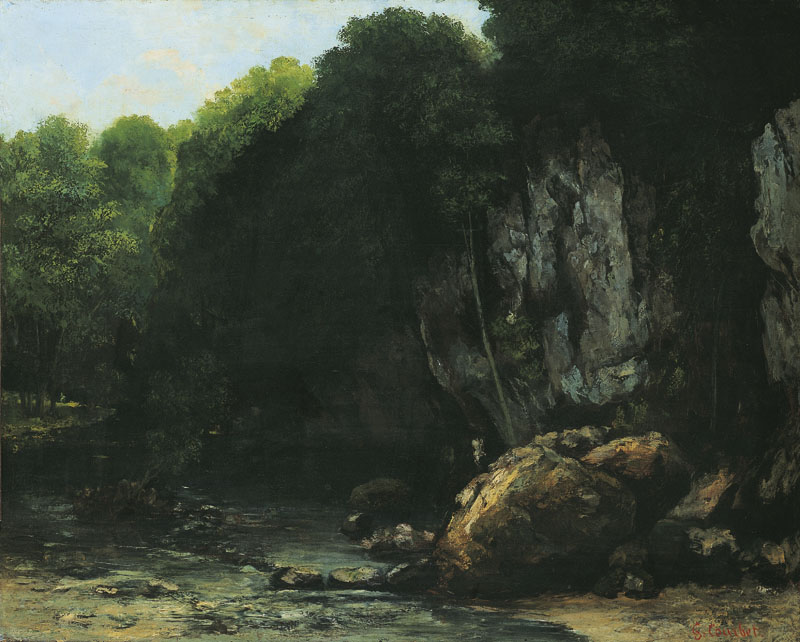
Le Ruisseau du Puits-Noir, vers 1865 – Musée des Augustins, Toulouse.
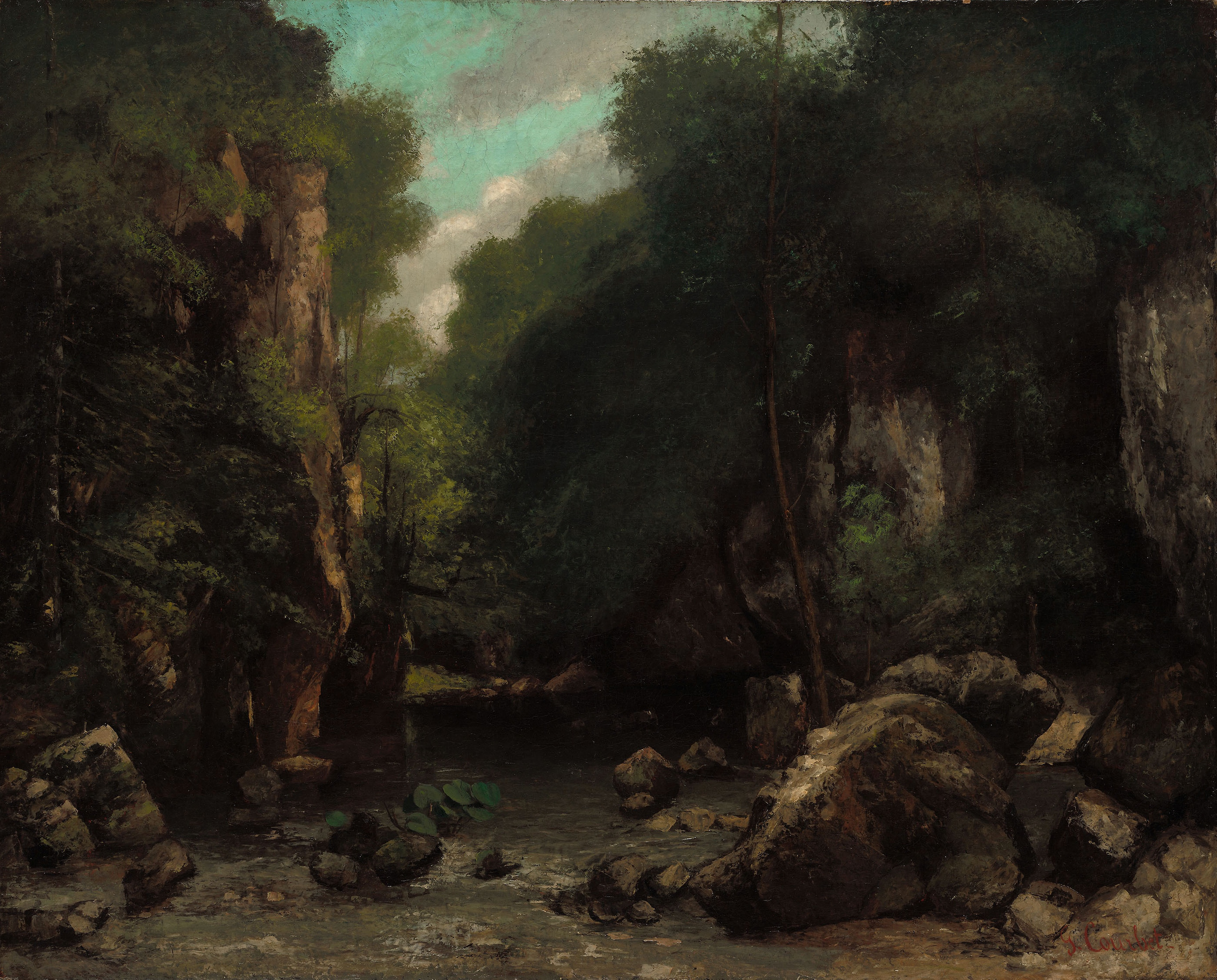
La Vallée du Puits-Noir, 1868 – Art Institute of Chicago, Chicago.